# ميزانية طاقة الأرض

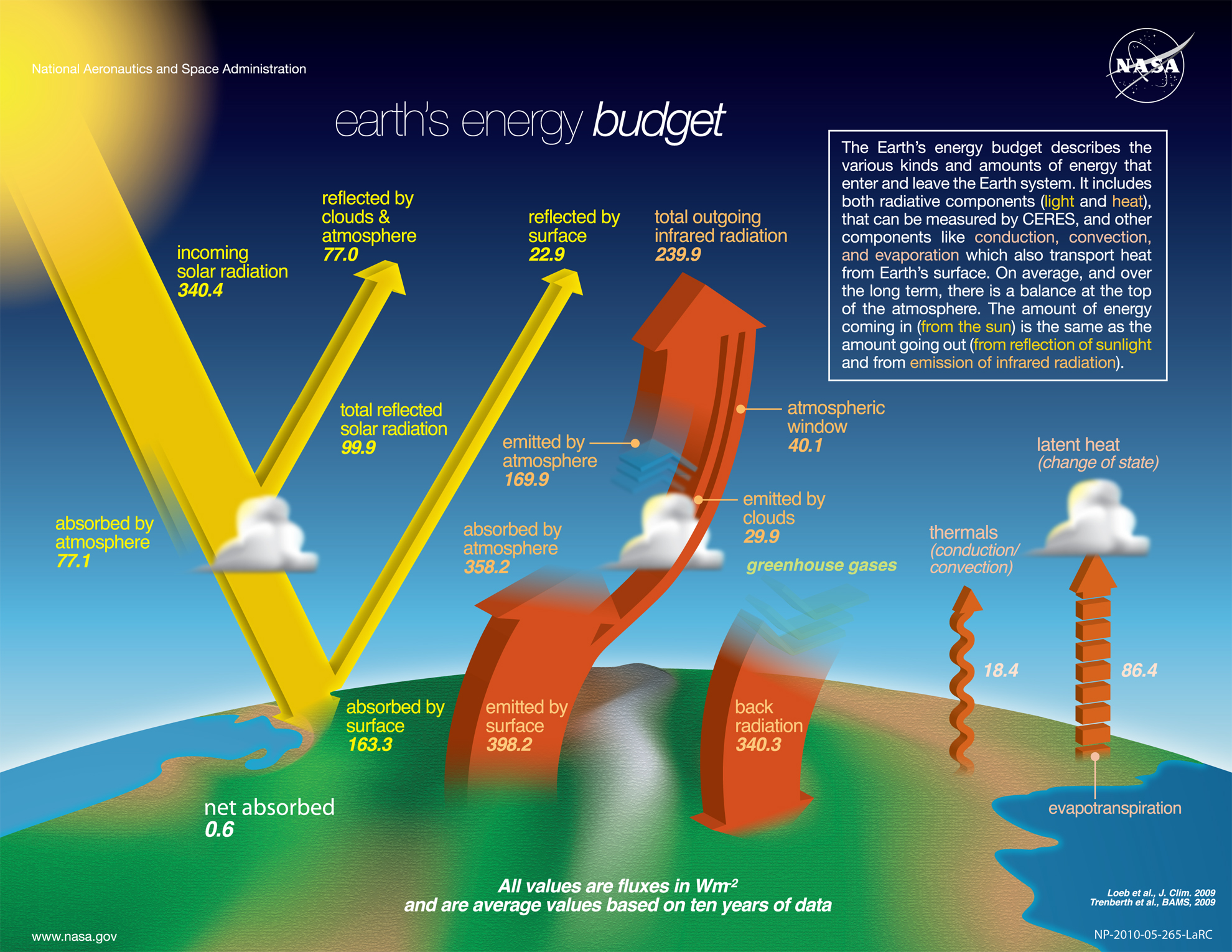
يتم تحديد مناخ الأرض بشكل كبير من خلال ميزانية الطاقة على كوكب الأرض ، أي توازن الإشعاع الوارد والصادر.

تمثل ميزانية طاقة الأرض التوازن بين الطاقة التي يتلقاها كوكب الأرض من الشمس، والطاقة التي يبعثها في الفضاء مرة أخرى بعد أن يتم توزيعها على جميع أنحاء المكونات الخمسة لنظام الأرض المناخي. يتكون هذا النظام من مياه الأرض، والجليد، والغلاف الجوي، والقشرة الصخرية
، وحميع الكائنات الحية.
إن الإشعاعات المتلقاه يتم توزيعها بشكل غير متساو على الكوكب لأن الشمس تسخن المناطق الاستوائية بشكل أكبر من المناطق القطبية. يعمل الغلاف الجوي والمحيطات بدون أي توقف لحفظ التوازن الحراري للشمس من أي اختلال وذلك من خلال تبخر مياه السطح، والأمطار والرياح، ودوران المحيطات. إن الأرض قريبة جدا من أن تكون -ولكنها ليست مثالية- في حالة توازن إشعاعي، وهي الحالة التي يتم فيها موازنة الطاقة الشمسية الواردة من خلال تدفة حرارة متساوية إلى الفضاء وتحت هذا الشرط ستكون درجة الحرارة العالمية مستقرة نسبيًا. وعلى الصعيد العالمي يمتص النظام الأرضي -سطح الأرض والمحيطات والغلاف الجوي- على مدار العام مايعادل حوالي 24وات من الطاقة الشمسية لكل متر مربع ثم يشعه إلى الفضاء مرة أخرى. أي شئ يزيد أو يقلل من كمية الطاقة الواردة أو المنبعثة سوف يغير درجات الحرارة العالمية. مع ذلك يعتمد توازن طاقة الأرض وتدفق الحرارة على العديد من العوامل مثل تكوين الغلاف الجوي، والوضاءة لخواص السطح، والغطاء السحابي، والنباتات، وأنماط استخدام الأرض.
ميزانية طاقة الأرض لا تُحدِث تغيرات فورية في درجة حرارة السطح، ويتم تخزين تدفق الحرارة الصافية في المقام الأول من خلال كونه جزءًا من المحتوي الحراري للمحيط حتى يتم إنشاء حالة توازن جديدة بين التأثيرات الإشعاعية والاستجابة المناخية.

## ميزانية الطاقة

مخطط يوضح ميزانية طاقة الأرض

على الرغم من الانتقالات الهائلة من الطاقة من وإلى الأرض فإنه يحافظ على درجة حرارة ثابتة نسبيًا لأنه بشكل عام يكون هناك نسبة قليلة من الربح أو الخسارة الصافية للطاقة، فالأرض تبعث الطاقة إلى الفضاء عن طريق الإشعاع الجوي والأرضي تقريبًا بنفس كمية الطاقة التي يتلقاها عن طريق الإشعاع الشمسي.
لتحديد ميزانية طاقة الأرض سنضع الإشعاع الحراري الوارد 100 وحدة (100 وحدة = حوالي 1.360 وات لكل متر مربع يواجه الشمس) كما هو موضح في هذا الرسم التوضيحي:
• حوالي 35 وحدة تنعكس مرة أخرى إلى الفضاء.. 27 من السحب، و2من الثلج والمناطق المغطاة بالجليد، و6 عن طريق أجزاء أخرى من الغلاف الجوي.
• يتم امتصاص ال 65 وحدة المتبقية.. 14 داخل الغلاف الجوي، و51 على سطح الأرض.
• تشع هذه ال 51 وحدة إلى الفضاء على شكل إشعاع أرضي.. 17 تُشع إلى الفضاء مباشرة، و34 يمتصها الغلاف الجوي(19 من خلال حرارة التكثف الكامنة - 9 من خلال الانتقال الحراري - 6 يتم امتصاصها بشكل مباشر).
• أخيرًا يتم إعادة 48 وحدة تم امتصاصها إلى الفضاء(34 من الإشعاع الأرضي، و14 من الإشعاع الشمسي).
هذه ال65 وحدة (17 من الأرض، و48 من الغلاف الجوي) توازن ال 65 وحدة التي يتم استيعابها من الشمس من أجل الحفاظ على صفر ربح صافي من الطاقة من قِبل الأرض.